# Abejuela
Abejuela – gmina w Hiszpanii, w prowincji Teruel, w Aragonii, o powierzchni 86,67 km². W 2011 roku gmina liczyła 55 mieszkańców.